# 1490 en littérature
| Années de la littérature : 1487 - 1488 - 1489 - 1490 - 1491 - 1492 - 1493    |
| Décennies de la littérature : 1460 - 1470 - 1480 - 1490 - 1500 - 1510 - 1520 |

Cet article présente les faits marquants de l'année 1490 en littérature.

## Parutions
- 20 novembre : Tirant le Blanc, roman chevaleresque de Joanot Martorell, Valence, Nicolaus Spindeler[1].

- Introduction à la Métaphysique d’Aristote, de Jacques Lefèvre d'Étaples[2].

## Théâtre
- Vers 1490-1501 : Nature, moralité en anglais de Henry Medwall[3].

## Naissances
- Octobre : Olaus Magnus, religieux, écrivain et cartographe suédois, mort le 1er août 1557.
- Jean Salmon Macrin, poète français de langue latine, mort le 20 octobre 1557.

## Décès
- Vers 1490 : Laonicos Chalcondyle, historien grec, né vers 1423.